# Canó AA Tipus 99 de 88 mm
El Canó AA Tipus 99 de 88 mm (en japonés:九九式八糎高射砲, Kyūkyū-shiki hassenchi Koshahō) era una arma de defensa antiaèria utilitzada per l'Exèrcit imperial japonès durant la Segona Guerra Mundial. El Tipus 99, va ser nomenat així per l'any en el que va ser admesa, en el 2599 (en el Calendari japonès), o en el 1939 (en el calendari gregorià).

## Historia i desenvolupament
Durant la batalla de Nanjing, en la Segona Guerra sinojaponesa, els japonesos van capturar un gran numero de Canó 8,8 cm SK C/30 dels Nazis, de l'Exèrcit Nacional Revolucionari de la República de la Xina. Aquestes armes eren originalment canons antiaeris navals de la Deutsche Marine, i no deuen ser confoses amb el canó més famós 8,8 cm Flak 18/36/37/41.
Ràpidament es van donar compte de la superioritat del disseny en distància operativa i potència de foc, contra el seu Canó AA Tipus 88 de 75 mm, i la Oficina de Tecnologia de l'Exèrcit Japonès l'exèrcit japonés va fer marxa enrere i va parar de produir aquells antiquats dissenys, i van fer que les seves fabriques comencessin a produir els Tipus 99. Aproximadament es van construir unes 1000 unitats.

## Disseny
El Canó AA Tipus 99 de 88 mm era un simple canó, amb un sistema de retrocàrrega, i un bloc per facilitar el moviment vertical del canó. La plataforma de foc tenia cinc potes, les quals (junt amb el suport central) tenien un sistema d'elevació, per anivellar l'arma. El canó podia ser extret fàcilment, i tot el canó podia ser desmuntat en sis parts, per a un transport més fàcil. Disparava una munició de 9 kg d'alt explosiu, a una altura efectiva de 10.420 metres. També podia disparar munició AP (alta penetració), per a poder utilitzar el canó també com a arma antitanc.
Projectils
- HE (Alt Explosiu) –　9,0 kg
- Incendiaria – 9,5 kg
- AP (Alta Penetració) – 10,0 kg

## Us en combat
El Canó AA Tipus 99 de 88 mm va ser utilitzat principalment per defensar les illes japoneses i les seves possessions dels bombardejos aliats i per prevenir invasions, com la ja pressuposada Operació Downfall (invasió americana del Japó).